# ينغجة (ورزقان)
ينغجة هي قرية في مقاطعة ورزقان، إيران. عدد سكان هذه القرية هو 539 في سنة 2006.